# Israel Lindell
Israel Lindell, född 9 mars 1703 i Linköping, död 15 april 1757 i Gistads församling, Östergötlands län, var en svensk präst.

## Biografi
Lindell föddes 1703 i Linköpings församling. Han var son till drängen Matthias Pedersson och Kerstin Israelsdotter. Lindell blev höstterminen 1717 student vid Uppsala universitet och höstterminen 1723 vid Lunds universitet. Han prästvigdes 7 november 1730 i Karlstads domkyrka och blev 6 augusti 1731 kollega vid Linköpings trivialskola. Lindell blev 1745 kyrkoherde i Gistads församling. Han avled 1757 i Gistads församling och begravdes 25 april samma år.

### Familj
Lindell gifte sig första gången 4 april 1735 med Anna Åman (1696–1750). Hon var änka efter uppbördsmannen Simon Ållonberg i Linköping. Lindell och Åman fick tillsammans barnen Hedvig Lindell (1736–1822) som var gift med kronolänsmannen Samuel Kling i Linköping och Anna Eleonora Lindell (1737–1741).
Lindell gifte sig andra gången 11 februari 1752 med Brita Christina Lundmark (1733–1804). Hon var dotter till kyrkoherden Simon Lundmark och Birgitta Elisabeth Bangelius i Gistads församling. Efter Lindells död gifte Brita Christina Lundmark om sig med jägmästaren Carl Retz von Sivers.